# ژائو ژیژونگ
ژائو ژیژونگ (انگلیسی: Zhao Zhizhong؛ زادهٔ ۵ دسامبر ۱۹۵۸) شمشیرباز اهل چین بود. وی در بازی‌های المپیک تابستانی ۱۹۸۴ شرکت کرده‌است.